# Бардж, Эд
Эдвард «Эд» Джонатан Бардж (англ. Edward «Ed» Jonathan Barge ; 29 августа 1910 — 29 сентября 1991) — американский художник-мультипликатор.

## Биография
Эдвард Бардж родился в семье Альфреда Эдварда и Маргарет Г. Бардж в Сан-Хосе, Калифорния. В 1916 году семья переехала в Бейкерсфилд, где его отец работал на железной дороге Санта-Фе и в Pacific Western Oil Co., прежде чем уйти на пенсию в 1954 году. Он был вторым из шести детей; его брат Генри был фотографом в Bakersfield Californian. Бардж учился в приходской школе Св. Франциска и средней школе в Бейкерсфилде, где он был звездой бейсбола и баскетбола. Он все еще жил в Бейкерсфилде в июле 1936 года и стал известен своими пейзажными картинами.
Он начал свою карьеру на студии Харман-Айзинг, которая закрылась в августе 1937 года, когда Фред Куимби переманил несколько ее сотрудников, чтобы основать анимационную студию Metro-Goldwyn-Mayer. Эд Бардж работал в MGM помощником мультипликатора и получил свою первую экранную роль в качестве художника-мультипликатора в фильме Innertube Antics, режиссером которого был Джордж Гордон и выпущенном в 1944 году. Подразделение Гордона было расформировано годом ранее, после чего Бардж был переведен в подразделение Ханна-Барбера, которое тогда было полностью посвящено производству мультфильмов о Томе и Джерри ; фильм 1945 года Quiet Please! является самой ранней зачисленной работой Эд Барджа в этом сериале. Впоследствии Бардж оставался в MGM в течение следующего десятилетия, в конечном итоге уйдя после производства короткометражки Barbecue Brawl в 1956 году .
В том же году Ханна и Барбера открыли собственную студию и в 1957 году наняли Эдварда для фильма «Человек по имени Флинтстоун». Он оставался в Hanna-Barbera до 1984 года, после перешел на работу в Film Roman Productions, где и проработал до своей смерти 29 сентября 1991 года в возрасте 81 года.

## Личная жизнь
Он женился на Элис Дэвис, дочери миссис Б. А. Дэвис из Бейкерсфилда, в Беверли-Хиллз 6 апреля 1939 года. У них было 2 дочки Линда Бардж, Эдеана Бардж.